# Marina El Alamein
Marina, o Marina El Alamein (in arabo مارينا العلمين‎?, letteralmente "Due mondi") è un villaggio turistico situato sulla costa settentrionale dell'Egitto, con una spiaggia lunga 11 km. Si trova a circa 300 chilometri dal Cairo, nei dintorni di El Alamein.
Marina Village è considerata dagli egiziani come una località frequentata dall'élite sociale del Paese.